# Djäkneskolan

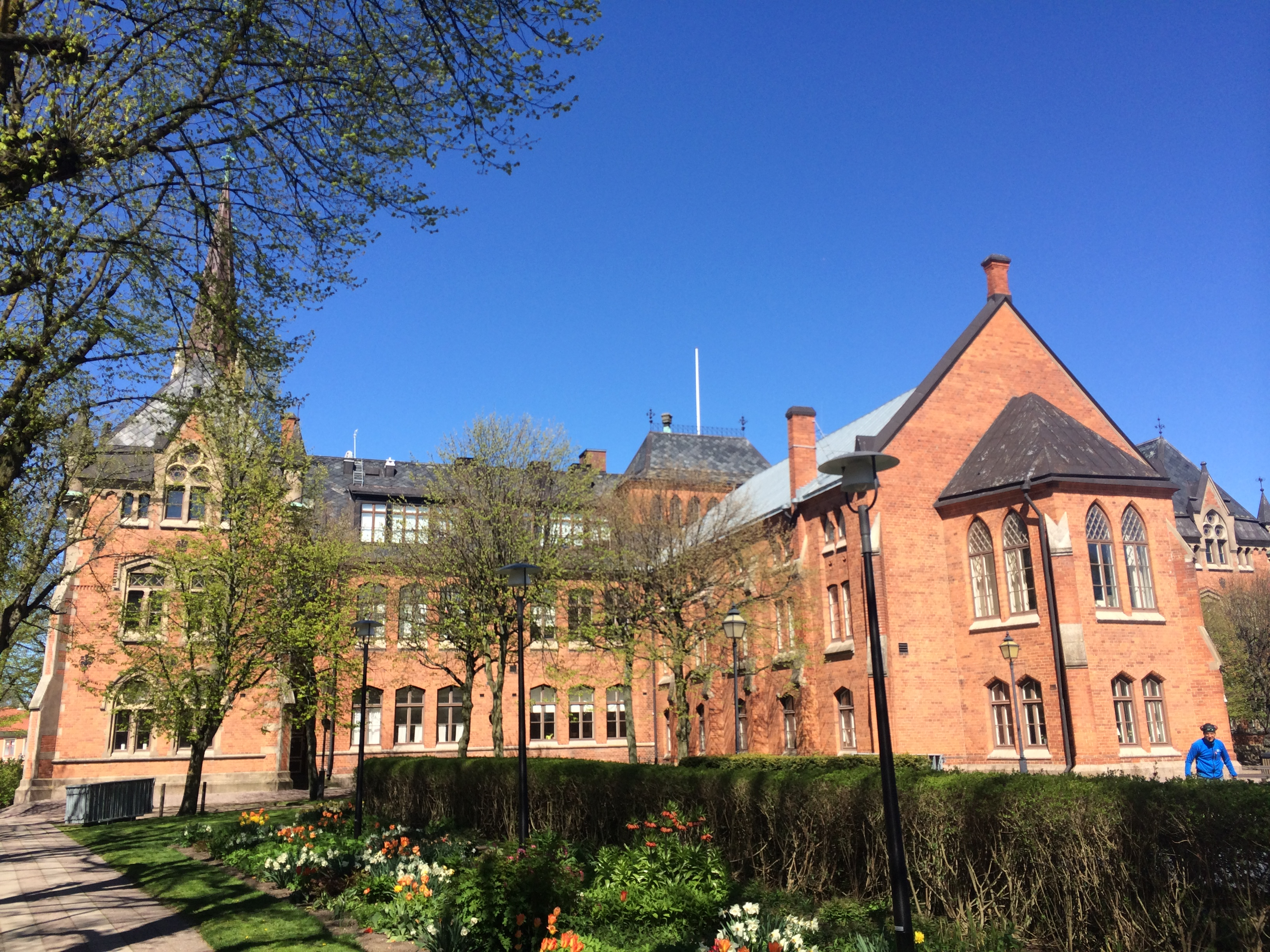
Djäkneskolans nygotiska fasad.

Djäkneskolan var en av två kommunala 7-9 skolor i Skara kommun. På skolan var de praktisk-estetisk ämnena viktiga: musik, hemkunskap, bild, textilslöjd samt trä- och metallslöjd. År 2016 lämnade de sista högstadieeleverna skolan, och byggnaden. 2019 invigdes Skara Stadshus som Skaras nya kommunala förvaltningsbyggnad och nav. 
Skolbyggnaden, ritad av Helgo Zettervall och invigd 1871 som Skara läroverk, vilken fram till 1972 inrymde stadens gymnasium, Katedralskolan, är byggd i nygotisk stil och är kulturmärkt.

## Etymologi
Ordet djäkne är en äldre benämning på en lärjunge i äldre tiders katedralskolor och vissa andra läroverks högre klasser. Senare kom det även att beteckna en elev på gymnasium.